# Mimosa barrancana
Mimosa barrancana är en ärtväxtart som beskrevs av Howard Scott Gentry. Mimosa barrancana ingår i släktet mimosor, och familjen ärtväxter. Inga underarter finns listade i Catalogue of Life.